# Charles Huber (Forschungsreisender)
Auguste Hugues Charles Huber (* 19. Dezember 1847 in Straßburg; † 29. Juli 1884 ermordet bei Dschidda) war ein französischer Arabienreisender.

## Leben und Wirken
Nach seinem Schulbesuch in Straßburg verdiente Charles Huber Geld durch Büroarbeit und mit einer Tätigkeit als Buchhalter. Einige Zeit belegte er Kurse zur Physik, Chemie und Anatomie sowie der arabischen Sprache und Völkerkunde an der Akademie Straßburg, jedoch war er überwiegend Autodidakt. Nach dem Deutsch-Französischen Krieg von 1870/71 und der Annexion des Elsass durch das Deutsche Reich wechselte er mehrfach seinen Wohnsitz, weil er als geborener Straßburger weiterhin an seiner französischen Staatsangehörigkeit festhielt und deswegen nicht in Schwierigkeiten mit der neuen deutschen Verwaltung des Elsass geraten wollte.
1874 reiste Huber nach Algerien, wo er eine Tätigkeit bei der dortigen französischen Kolonialverwaltung fand. Lange Zeit plante er die Unternehmung einer Forschungsreise durch Arabien und darüber hinaus, hierfür bemühte er sich um staatliche Geldzuweisungen, nicht zuletzt für von ihm auf einer solchen Reise verfasste Reiseberichte. Eine erste Reise nach Arabien unternahm er ab 1879; detaillierte Berichte über seine Erlebnisse und Beobachtungen aus der Zeit von 1880 bis 1881 in französischer Sprache erschienen erstmals in drei Teilen in den Jahren von 1884 bis 1885 im Druck. Unterwegs notierte Huber intensiv historische Inschriften und andere Artefakte. Den Reisebericht aus der Zeit von 1880 bis 1881 hat William Facey erstmals in die englische Sprache übersetzt und 2022 mit verschiedenen Anhängen veröffentlicht.
Nach Straßburg zurückgekehrt, trat Charles Huber in engere Beziehung zu dem Orientalisten bzw. Arabisten Julius Euting, der seit 1871 als Bibliothekar an der Universitätsbibliothek Straßburg arbeitete und selbst eine Expedition nach Arabien plante. Ihre gemeinsame Reise begann 1883 – auch hierüber verfasste Huber Tagebuchaufzeichnungen. Zwischen den beiden Reisenden gab es nicht zuletzt auch Konflikte; nach der Rückreise Eutings setzte Huber seine Erkundungen im arabischen Raum fort. Seine Reise endete jedoch abrupt am 29. Juli 1884 in der Nähe von Dschidda, wo er von einem einheimischen Reiseführer ermordet wurde. Sein Reisebericht auf Grund von Tagebuchaufzeichnungen erschienen 1891 im Druck.

## Veröffentlichungen
- Inscriptions recueillies dans l'Arabie centrale (1878–1882). In: Bulletin de la Societé de Géographie, 7ème serie, Bd. 5 (1884), S. 289–303.
- Voyage dans l'Arabie centrale (1878–1882). In: Bulletin de la Societé de Géographie, 7ème serie, Bd. 5 (1884), S. 304–363 und S. 468–530.
- Voyage dans l'Arabie centrale (1878–1882). In: Bulletin de la Societé de Géographie, 7ème serie, Bd. 6 (1885), S. 92–148.
- Journal d'un voyage en Arabie (1883–1884). Imprimerie nationale, Paris 1891.
- Charles Huber's First Journal in Central Arabia, 1880–1881. In: William Facey: Charles Huber. France's greatest Arabian explorer. With a translation of Huber's first journey in Central Arabia, 1880–1881. Surbiton, Arabian Publishing 2022, S. 85–273, ISBN 978-1-911487-67-8.